# Национальный день грамотности
Национальный день грамотности — один из национальных праздников Доминиканской Республики, проводится ежегодно 13 января. В этот день проводятся различные семинары для работников сферы образования, а также праздничные мероприятия в школах и университетах.
Правительство страны было всерьёз озабочено образованием и грамотностью населения, так как до недавнего времени около 30 % населения не умели читать и писать. Немаловажную роль в деле ликвидации безграмотности сыграло введение в качестве праздника — Национального дня грамотности.
Начальное образование в Доминиканской Республике бесплатное и обязательное для детей в возрасте 7—14 лет. Затем образование можно продолжить по желанию. В стране есть и государственные, и частные школы и университеты, также филиалы учебных заведений США.
Школы в Доминиканской Республике открываются также под эмблемой организации ЮНЕСКО. Помощь ЮНЕСКО в ликвидации безграмотности заключается также в привлечении в страну учителей школ и преподавателей университетов.
В настоящее время процент не умеющих читать и писать в стране снизился до 15 %.